# قسمة ونصيب (فلم 1950)
قسمة ونصيب، فيلم مصري من إنتاج عام 1950.

## قصة الفيلم
يعيش عاصم مع زوجته زينب وطفليهما في سعادة، بالصدفة يتعرف على عليه ابنة الثري فؤاد، وهي فتاة مستهترة، تعيش في حرية، وأمكن لعليه أن تثير عواطف عاصم، بالفعل تنجح في استخدام كافة أساليب الإغراء لديها، عاصم يعمل في شركة الثرى فؤاد، ولحاجته للمال كى يبني مستقبله بعيدًا عن عمله في الشركة، لذا يتقدم للزواج من عليه ليضمن الحب والمال الذي سوف يستخدمه في مشروعاته القادمة، يترك زوجته زينب ويأخذ منها طفليهما ليعيشا معه، علية تعامل الأولاد بشيء من القسوة والحدة. تعرف زينب ما يتعرض له أطفالها، فتفكر أن تأخذهما، يمكنها أن تحقق ذلك وتأخذ الطفلين وتسافر لجدها، لم ينجح عاصم في مشروعاته بل ولم يحقق ما كان يرجوه، وتتدهور حالة عاصم المادية ويصبح على شفا الإفلاس، ومن جهة أخرى يكتشف خيانة زوجته فيقدم على قتلها، يقبض عليه ويحكم عليه بالسجن، يفرج عنه بعد انقضاء مدة سجنه، يذهب لزينب لعلها تغفر له زلته، تصفح زينب عن عاصم ويستأنفان حياتهما من جديد.

## الممثلون
- عزيزة أمير
- يحيى شاهين
- تحية كاريوكا
- شكري سرحان
- محسن سرحان
- زوزو ماضي
- علي الكسار
- إلياس مؤدب
- عبد المنعم إسماعيل
- عبد العزيز أحمد
- صفا الجميل

## وصلات خارجية
- مقالات تستعمل روابط فنية بلا صلة مع ويكي بيانات
- قسمة ونصيب على الدهليز
- قسمة ونصيب على كاروهات